# Squad (ゲーム)
『Squad』（スクワッド）は、Offworld Industriesにより開発されている戦術的なファーストパーソン・シューティングゲーム。
2015年12月15日にSteamにてアーリーアクセス版がリリースされ、2020年9月23日に製品版が発売された。

## ゲームプレイ
チームワークと協力を重視した戦術的な一人称シューティングゲームを目標として製作されたゲームである。
このゲームは歩兵間の戦闘を中心とし、プレイヤーはマップ上に配置された装甲車や輸送トラック、ジープなどを扱うことができる。

## 開発
2014年10月、本作の前身となるバトルフィールド2のMOD『Project Reality』の開発者Sniperdog（SquadフォーラムではMerlinとして知られていた）がProject RealityフォーラムにSquadの開発について投稿し、発表された 。